# Tim Bassett
Eugene Timothy Bassett, detto Tim (Washington, 1º aprile 1951 – 9 dicembre 2018), è stato un cestista statunitense, professionista nella ABA, nella NBA e in Italia.

## Carriera
Venne selezionato dai Buffalo Braves al settimo giro del Draft NBA 1973, come 106ª scelta assoluta. È trentaduesimo per numero di stoppate di sempre ABA

## Palmarès
- Campionato ABA 1

N.Y. Nets: 1976